# Frank Brennan (homme politique)
Pour les articles homonymes, voir Frank Brennan (écrivain) et Brennan.
Francis Brennan, né en 1873 près de Bendigo et mort le 6 novembre 1950 à Melbourne, est un avocat et homme politique australien. Il est membre du Parti travailliste australien (ALP) et occupe le poste de procureur général au sein du gouvernement Scullin (1929-1932). Il est membre de la Chambre des représentants pendant plus de 35 ans (1911-1931, 1934-1949), l'une des plus longues périodes de service. Son frère Tom Brennan est sénateur du Parti United Australia, un cas rare de membres de sa famille représentant des partis opposés. 

## Biographie

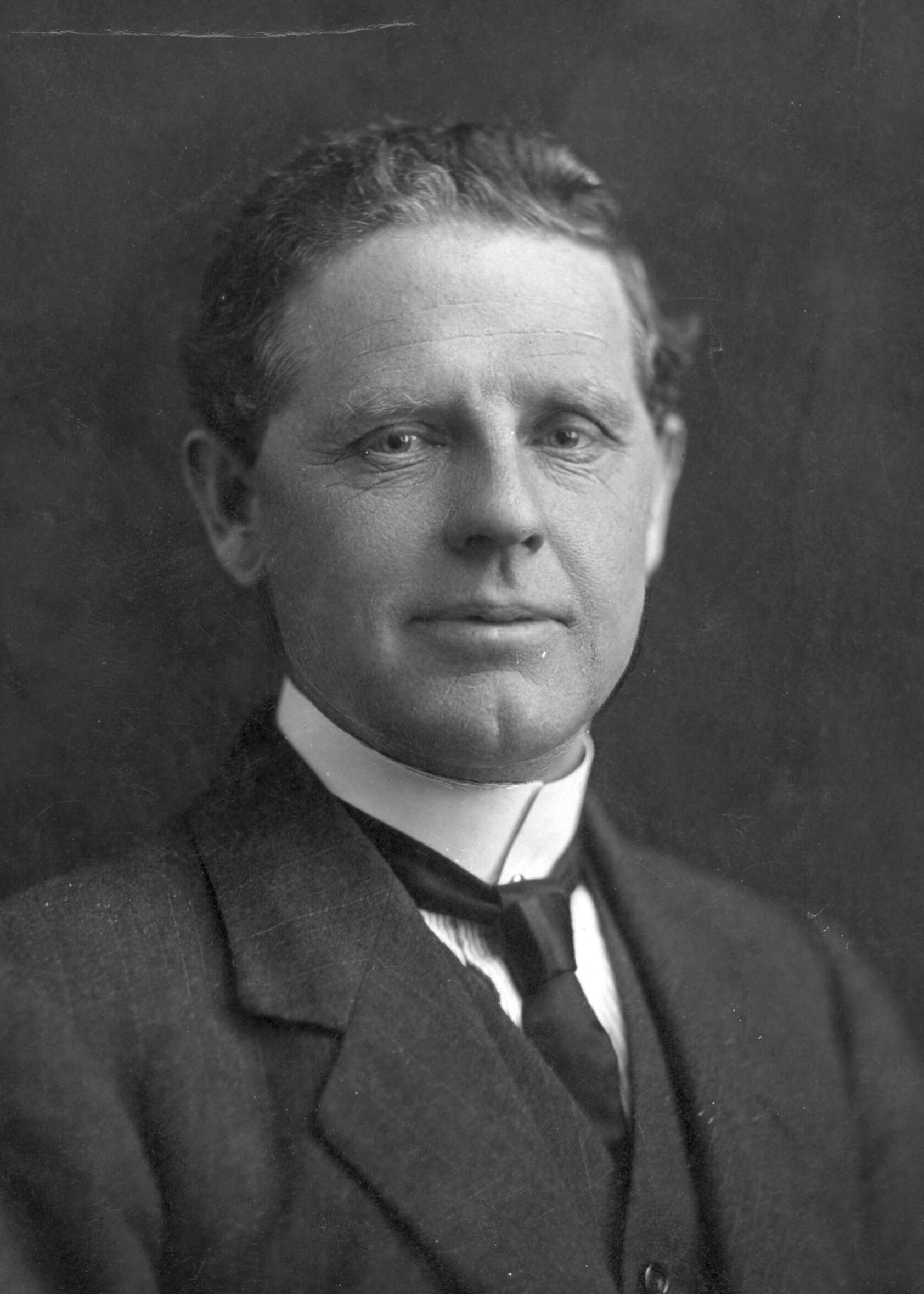
Frank Brennan en 1920.

Frank Brennan naît à Upper Emu Creek près de Bendigo. Il est le frère cadet de Tom Brennan, plus tard ministre adjoint du gouvernement conservateur de Lyons.
Il étudie le droit à l'Université de Melbourne et obtient un Bachelor of Laws (LL.B.) en 1901. Figure laïque éminente du catholicisme de Melbourne, il crée une entreprise juridique spécialisée dans les affaires syndicales. Il rejoint le parti travailliste en 1907 et se présente sans succès à la circonscription de Bendigo en 1910 mais remporte celle de Batman lors d'une élection partielle en 1911.
Après la victoire des travaillistes aux élections en 1929, Brennan devient procureur général dans le ministère Scullin, mais n'est pas particulièrement efficace dans ce rôle. En tout état de cause, il perd son siège aux  élections de 1931 la suite du revirement contre le parti travailliste, qui se produit en raison de la Grande Dépression et de la scission qui en résulte au sein du Parti travailliste. Bien que Brennan se soit présenté aux élections avec une confortable majorité de 25,8 %, il est battu par l'opposant de l'United Australia Party, Samuel Dennis, avec un écart de 26,6 %, le plus important de l'histoire électorale australienne jusqu'alors. Il récupère la circonscription de Batman lors d'une revanche contre Dennis lors des élections de 1934 et la conserve jusqu'à sa retraite en 1949. 
Brennan meurt d'une maladie vasculaire hypertensive à Melbourne. 

### Famille
En 1913, il épouse Cecilia Mary O'Donnell. 
Frank Brennan est le père de l'éminent auteur Niall Brennan, biographe de l'archevêque Daniel Mannix (en) et de l'homme d'affaires John Wren (en). 